# Union Sportive Dunkerque Handball Grand Littoral
L'Union Sportive Dunkerque Handball Grand Littoral è una squadra di pallamano francese avente sede a Dunkerque.

È stata fondata nel 1958.

Nella sua storia ha vinto 1 Campionato francese, 1 Coppa di Francia, 1 Coppa di Lega e 1 Trophée des champions.

Disputa le gare interne presso lo Stades de Flandres di Dunkerque il quale ha una capienza di 2.400 spettatori.

## Palmarès
- Campionato francese: 1
  - 2013-2014
- Coppa di Francia: 1
  - 2010-11
- Coppa di Lega: 1
  - 2012-13
- Trophée des champions: 1
  - 2012-13